# Cirsosiopsis violacescens
Cirsosiopsis violacescens — вид грибів, що належать до монотипового роду Cirsosiopsis.